# Dineke Minten
Dineke Minten (Lieshout, 1990) is een Nederlandse paalatlete en paalsportcoach. In 2018 werd ze Nederlands kampioen paalsport en wereldkampioen Ultra Pole.

## Carrière
In 2014 begon Dineke Minten op 24-jarige leeftijd met paalsport. Al snel bleek ze talent te hebben en ging ze steeds meer en harder trainen. Ze trainde zonder begeleiding en maakte haar eigen trainingsschema en routine.
Op 3 juni 2018 werd Minten Nederlands kampioen paalsport, met een puntentotaal van 52,9. Ze deed mee bij de senioren, een categorie voor vrouwen tussen de 18 en 39 jaar oud. Door haar overwinning op het NK werd ze achtste op de wereldranglijst, waardoor ze mee mocht doen aan het wereldkampioenschap in Spanje.
Ruim een maand later - van 12 tot en met 16 juli 2018 - organiseerde de International Pole Sports Federation het WK paalsport in Tarragona. Hoewel Minten bij de vrouwen senioren geen podiumplaats veroverde, werd ze op het onderdeel Ultra Pole wereldkampioen. Bij deze discipline neemt een atlete het per ronde op tegen één tegenstander. In twee minuten laten de deelneemsters op muziek om de beurt trucs aan een vier meter hoge paal zien. Ondanks een foutje van Minten in de eerste ronde, ging ze door naar de finale. Daar was haar tegenstander de 14-jarige Russische Irina Makushina. Minten deed ingewikkelde trucs die ze normaal gesproken alleen met een dikke valmat doet en behaalde daarmee de gouden medaille.
Minten is tevens paalsportcoach en organiseert workshops in haar woonplaats Amsterdam. Ook doet ze aan calisthenics of street workout, een speciale vorm van fitness waarbij oefeningen worden uitgevoerd door gebruik te maken van het eigen lichaamsgewicht. Minten werd in 2017 nationaal kampioen in deze discipline. Een jaar later veroverde ze de derde plaats op het wereldkampioenschap Street Workout in Moskou.